# BBTS Włókniarz Bielsko-Biała
BBTS Bielsko-Biała (Bielsko-Bialskie Towarzystwo Sportowe) – wielosekcyjny klub sportowy z Bielska-Białej, powstały w 1907 jako piłkarski Bielitzer Fussball Klub; po 1911 powstały inne sekcje: bokserska, narciarska (te dwie odnosiły największe sukcesy), piłki siatkowej, piłki koszykowej, piłki wodnej, piłki ręcznej, tenisa ziemnego, tenisa stołowego, lekkoatletyczna, jeździecka, hokejowa, szachowa, saneczkarska, pływacka, gimnastyczna, brydżowa, kolarska i motorowa.

## Historia
28 czerwca 1968 BBTS połączono z Włókniarzem Bielsko-Biała. Nazwa nowego klubu brzmiała początkowo MKS Włókniarz-BBTS Bielsko-Biała, 24 lutego 1971 została zmieniona na BBTS Włókniarz Bielsko-Biała.
W barwach BBTS występowało 27 olimpijczyków: Leszek Błażyński, Marian Kasprzyk, Zbigniew Kicka, Zbigniew Pietrzykowski i Zenon Stefaniuk (boks) oraz Bernadeta Bocek-Piotrowska, Piotr Fijas, Anna Gębala, Katarzyna Gębala, Wiesław Gębala, Stefan Hula, Zbigniew Hola, Maciej Kreczmer, Dorota Kwaśny-Lejawa, Henryk Marek, Anna Pawlusiak-Dobija, Józef Pawlusiak, Stanisław Pawlusiak, Tadeusz Pawlusiak, Jan Płonka, Eliza Surdyka, Katarzyna Szafrańska, Marcin Szafrański, Janusz Waluś, Jakub Węgrzynkiewicz i Fedor Weinschenck (narciarstwo), a także Piotr Gruszka (siatkarz). Ponadto zawodnikami klubu byli m.in. Zdzisław Hryniewiecki (skoczek narciarski) oraz Rafał Antoniewski, Marek Matlak, Bożena Sikora-Giżyńska (szachiści), Danuta Nycz (saneczkarka).